# 塘源口乡
塘源口乡，是中国浙江省衢州市江山市所辖的一个乡。 

## 行政区划
下辖以下地区：
塘源村、仓坂村、冷浆塘村、洪福村、塘源口村、青石村、仓源村、前墩村和白石村。